# Chiara Lubich, l'amor ho venç tot
Chiara Lubich, l'amor ho venç tot (títol original en italià, Chiara Lubich - L'amore vince tutto) és un telefilm italià estrenat a Rai 1 el 3 de gener de 2021. S'ha doblat al valencià per a À Punt.
Dirigida per Giacomo Campiotti, la pel·lícula s'inspira lliurement en la vida de Chiara Lubich, fundadora del Moviment dels Focolars l'any 1943, l'objectiu del qual és la fraternitat universal com a requisit previ per al diàleg i la pau entre els humans. Va ser creada com a homenatge al centenari del naixement de Chiara.

## Premis i reconeixements
- 2021 – Premi Flaiano[4]
  - Millor interpretació femenina per a Cristiana Capotondi